# Antonio Roi
Antonio Roi (Vicenza, 21 agosto 1906 – Lugano, 26 novembre 1960) è stato un nobile, mecenate, marchese e dirigente sportivo italiano, noto soprattutto per essere stato più volte presidente del Vicenza Calcio negli anni venti, trenta e quaranta.

## Biografia
Appartenente alla famiglia aristocratica vicentina Roi, e nipote dello scrittore e poeta vicentino Antonio Fogazzaro, il Marchese Antonio Roi assume per la prima volta la presidenza del Vicenza Calcio nel 1928.
Dal 1931 affida la presidenza a varie persone, per poi ritornarvi nuovamente a metà e fine anni trenta ed inizio anni quaranta per apprestarsi alla Serie A 1942-1943.
Morì in Svizzera a Lugano; le spoglie riposano nel cimitero di Valsolda in Provincia di Como.